# 四平职业大学
四平职业大学，始建于1983年，是位于中华人民共和国吉林省四平市的一所全日制公办普通高等专科学校，曾作为吉林师范大学应用工程学院与吉林师范大学联合办学。 1991年，四平林业干校并入四平职业大学。2014年，吉林省政府将四平医护卫生学校、四平城建职工中专并入四平职业大学。2015年3月，把四平市轻化工学校、四平市商业学校并入四平职业大学。2017年4月，四平市委、市政府将吉林省四平卫生学校划为四平职业大学直接管理，两校联合办学。该校是吉林省示范性高等职业院校之一，是吉林省成立最早的专科起点的具有十年办本科历史的高等职业院校。